# Jákup Mikkelsen
Jákup Nolsøe Mikkelsen (Klaksvík, 14 de agosto de 1970) é um ex-futebolista feroês que atuava como goleiro. É um dos jogadores mais conhecidos da Seleção das Ilhas Faroe, pela qual atuou entre 1995 e 2012.

## Carreira
Com carreira baseada no futebol feroês, Mikkelsen teve experiências no futebol da Dinamarca (atuando pelo Herfølge entre 1995 e 2001), da Noruega (Molde, onde jogou entre 2001 e 2003) e da Escócia (jogou cinco partidas pelo Partick Thistle entre 2003 e 2004).
Nas Ilhas Faroe, o goleiro representou KÍ Klaksvík (1992-94, 2004 e 2005-08), B36 Tórshavn (2008-09) e ÍF Fuglafjørður, onde jogou por 5 temporadas. Ficou conhecido ainda pelos gols: em 25 anos de carreira, marcou cinco.
Mikkelsen chegou a se aposentar em 2014, alegando que estava "velho demais" para seguir jogando (tinha 44 anos, porém voltou a jogar em 2016, no mesmo ÍF Fuglafjørður, contra o B68 Toftir, em setembro. Ele ainda foi opção no banco de reservas em 5 partidas.

## Seleção
Pela Seleção das Ilhas Faroe, Mikkelsen estreou em 1995, contra a Islândia, realizando 73 partidas no total. Chegou a se despedir da equipe em 2010, mas foi convencido a voltar ao gol feroês por causa de uma lesão do titular, Gunnar Nielsen.
Com o cancelamento de sua retirada do futebol internacional, Mikkelsen tornaria-se o terceiro jogador com mais partidas pela seleção feroesa, ficando atrás de Óli Johannesen (83) e Fródi Benjaminsen (76). A despedida do goleiro com a camisa da Landsliðið foi em agosto de 2012, contra a mesma Seleção Islandesa. Aos 42 anos de idade, foi o atleta mais velho de sua posição a disputar um jogo de seleções filiadas à FIFA, recorde que seria batido na Copa de 2014, pelo colombiano Faryd Mondragón, na partida contra o Japão.